# Études critiques du code
Les études critiques du code (en anglais critical code studies) constituent un champ émergent de la recherche en sciences humaines et sociales à l'intersection des études logicielles, des humanités numériques, des études culturelles, de l'informatique, des interactions humain-machine et des études littéraires. Elles portent sur le code informatique, l'architecture logicielle et la documentation. Selon Mark C. Marino, l'approche des études critiques du code s'écarte de la seule analyse des fonctionnalités et de la performance du code informatique, en situant plutôt ce dernier dans son cadre sociohistorique et des effets « extra-fonctionnels » qu'il produit.

## Histoire
La motivation de Marino pour étudier le code informatique d'un point de vue des sciences humaines sociales se résume par le raisonnement suivant : si le code gouverne une part importante de nos vies, alors comprendre les opérations du code signifie comprendre les systèmes qui opèrent sur nous. Les études critiques du code suggèrent que le code informatique n'est pas de sens neutre, puisqu'il « encode » certaines valeurs et points de vue. Il peut donc être analysé en utilisant une variété de méthodes interprétatives appliquées à d'autres systèmes sémiotiques en conjonction avec des méthodes d'analyse pensées spécifiquement pour l'appréhension des programmes informatiques.
Les études critiques du code vont au-delà du simple « décodage », elles ont une spécificité proprement humaniste qui produit un type de savoir « nouveau » (qui ne relève pas de la simple lecture littérale) : celui de l'analyse herméneutique.

« L'exploration du code n'est jamais une activité neutre, libre d'une épistémologie ou d'une vision du monde : plutôt, elle se prête à la force interprétative des théories critiques, lesquelles peuvent être adoptées et adaptées pour produire des perspectives nouvelles et approfondies. »

— Mark C. Marino, Critical Code Studies, p. 237

### Climategate
Un moment historique cité par Marino est celui de l'Incident des courriels du Climatic Research Unit (Climategate), lors duquel ont fuité certains documents de l'unité dont le code source comportait des ajustements visant à rectifier artificiellement les résultats.
Une interprétation exagérée de ces ajustements a amplifié la controverse, laquelle a abondamment circulé sur les réseaux sociaux.
« This incident marks the moment at which code emerges as a medium for political discourse. »
— Mark C. Marino, Critical Code Studies, p. 127

### Dieselgate
Une enquête de l'agence américaine de protection de l'environnement (EPA) révèle en 2015 un ensemble de stratagèmes utilisés par le constructeur automobile Volkswagen pour réduire frauduleusement les statistiques d'émission de particules polluantes de ses véhicules. Cet épisode a été baptisé Affaire Volkswagen ou dieselgate.
Au cœur de certaines techniques de dissimulation se situent des questions liées au code et aux algorithmes utilisés par le constructeur, lesquels ont été qualifiés de « logiciels de tricherie ».
L'affaire a mené à la décision de la part du ministère des Transports en Allemagne d'obliger les constructeurs à communiquer les « logiciels équipant les moteurs ainsi que les tests de suivi ».

### Controverse: lesCritical Code Studieset la guerre des sciences
Le discours des universitaires (comme Mark C. Marino dans « Critical Code Studies ») qui tentent d'étudier le code informatique par une approche herméneutique issue des sciences humaines est regardé avec scepticisme par certains informaticiens. Dans plusieurs cas, la validité même de cette approche est contestée[réf. souhaitée]. Marino situe historiquement cette contestation dans la guerre des sciences (science wars).